# Catedral de Nuestra Señora de los Siete Dolores (Kisantu)
La Catedral de Nuestra Señora de los Siete Dolores[cita requerida] (en francés: Cathédrale Notre Dame des Sept Douleurs) o simplemente Catedral de Kisantu es el nombre que recibe un edificio religioso que pertenece a la Iglesia católica y se encuentra ubicado en la localidad de Kisantu.
El edificio de inspiración toscana fue levantado entre 1926 y 1936 y previamente allí funcionó la antigua misión de los jesuitas belgas en el Bajo Congo establecida en 1893. Ahora el templo sigue el rito romano o latino y sirve como la sede diócesis de Kisantu (Dioecesis Kisantuensis) que fue creada en 1959 por el papa Juan XXIII con la bula Cum parvulum.
En el 2011 terminó su última restauración. Es una de las principales atracciones de la ciudad junto con el Jardín Botánico de Kisantu.